# Alicia Kopf
Alicia Kopf   (Girona, 1982), àlies d'Imma Ávalos Marquès, és una escriptora i artista multidisciplinària gironina. Llicenciada en Belles Arts, graduada en Teoria literària i Literatura Comparada per la Universitat de Barcelona (2010) i diplomada en estudis avançats (2007), treballa amb vídeo, escriptura i dibuix. També treballa com a professora al Grau de Comunicació de la Universitat Oberta de Catalunya (UOC) i ha col·laborat amb el Centre de Cultura Contemporània de Barcelona.

## Obra
Ávalos fa servir el pseudònim d'Alícia Kopf des de 2006. Aquest nom artístic va néixer a Alemanya, quan va fer un projecte on es veien una sèrie d'escorços d'una cercant un cap, fins que una visió general mostrava que la dona cercava el seu propi cap. Alícia Kopf és doncs una al·legoria d'algú que cerca, però no el conill blanc d'Alícia, sinó la seva pròpia identitat.
En la seva obra artística actual s'interessa pel concepte d'exploració, enllaçant l'èpica de les històriques conquestes polars amb elements personals i autoreferencials. Per exemple, emmarcat dins del seu projecte Articantàrtic, trobem un mapa de H.C Selous, fet durant el viatge de John Ross al pol Nord (1829-1833), però canviant els espais geogràfics reals pels de l'imaginari propi de l'artista. Aquesta obra es va poder veure en una exposició temporal a la Fundació Antoni Tàpies el 2013 i al Bòlit Centre d'Art Contemporani de Girona el 2014.

## Publicacions
- ]heterotopías[ (2007) (Llibre d'artista, Col·lecció de la Universitat de Barcelona)
- Maneres de (no) entrar a casa (2011)[4][5][6]
- Germà de gel (L'Altra Editorial, 2016) (Premi Documenta de narrativa 2015 i Premi Llibreter 2016)[7][8]

## Exposicions individuals
- 2013 — Seal Sounds Under The Floor (Galeria Joan Prats, Barcelona)[9]